# Tobias Colding
Frederik Tobias Holck Colding er en dansk matematiker, født i København. Colding har siden 2005 været professor i matematik ved Massachusetts Institute of Technology, og fra 2006 Adjungeret professor ved Københavns Universitet. Han blev medlem af DTUs bestyrelse i november 2016. Hans forskning er indenfor områder som; differentialgeometri, og differentialligninger, der beskæftiger sig med minimal-overflader. Colding har på det seneste også beskæftiget sig med at opstille matematiske modeller der beskriver meningsudvekslinger mellem grupper af mennesker, og hvor lang tid der går før der opnås enighed.
Colding fik sin ph.d. fra University of Pennsylvania i 1992. for sin afhandling med titlen A.D. Alexandrov's Spaces in Riemannian Geometry, skrevet under vejledning af Christopher Croke.

## Priser
- 2010: AMS Oswald Veblen Prize in Geometry[6]
- 2016: Carlsbergfondets Forskningspris[4]